# Згорнє Прапрече
Згорнє Прапрече (словен. Zgornje Prapreče) — поселення в общині Луковиця, Осреднєсловенський регіон, Словенія. 
Висота над рівнем моря: 349,7 м.